# Col de San Pellegrino
Le col de San Pellegrino s'élève à 1 919 m d'altitude dans le massif des Dolomites en Italie. Situé dans le Trentin-Haut-Adige, il relie Moena dans le val di Fassa à Falcade dans la vallée du Biois.

## Toponymie
Jadis, le col était simplement appelé Monte di Alocco, où le terme aloch ou alochet désignait les vastes prairies où paissent encore les bovins. Le toponyme Alochet existe toujours et indique un emplacement situé à environ cinq kilomètres du col en direction de Moena. À l'époque des croisades vers la Terre sainte, le col était un col important le long de la route qui reliait l'Allemagne au port de Venise.
Le 14 juin 1358, la communauté Moenese a accordé aux frères de l'ordre de San Pellegrino delle Alpi la construction d'un hospice pour voyageurs sur une terre appelée Camp de la rota près du Rio Allochi, à la frontière de la principauté épiscopale de Bressanone. Depuis lors, le col a pris le nom de San Pellegrino.

## Géographie
La frontière entre le Trentin-Haut-Adige et la Vénétie ne se situe pas, comme c'est généralement le cas, au col, mais est située à environ quatre kilomètres à l'est du col.
Il est traversé par la route nationale 346 qui relie les villages de Moena (1 184 m), dans le val di Fassa, dans la province de Trente, et Falcade (1 137 m), dans la vallée du Biois, dans la province de Belluno. La route nationale atteint une pente maximale de 18 % sur le versant est.
Au col passe l'Alta via no 2, qui de Bressanone arrive à Feltre.

## Histoire
En raison de l'extrême pauvreté des frères de l'ordre de San Pellegrino delle Alpi, qui ne vivaient que d'aumônes (contrairement à d'autres communautés monastiques qui pouvaient profiter des loyers fonciers), l'hospice du col de San Pellegrino était géré à partir de 1453 directement par la Règle de Moena. En 1915, au début de la Première Guerre mondiale, l'hospice (qui était situé en face de l'église de Sant'Antonio, mais de l'autre côté de la route) a été complètement rasé par les bombardements. Il est reconstruit en 1934.
Au début du XXe siècle avec l'arrivée des premiers touristes et la diffusion des sports d'hiver, l'intérêt économique pour le col de San Pellegrino s'est accru. En effet, la construction du premier téléski sur le col, par le directeur de l'hôtel Monzoni, remonte aux années 1920-1930.
Avec l'avènement de la motorisation privée dans les années 1960, le développement des services touristiques s'est encore accru, ce qui a conduit à la construction de l'hôtel Arnika en 1965-1966.
En 1980, le téléphérique du col Margherita a été construit, dont les cabines de 100 places conçues par Pininfarina étaient à l'avant-garde à l'époque.

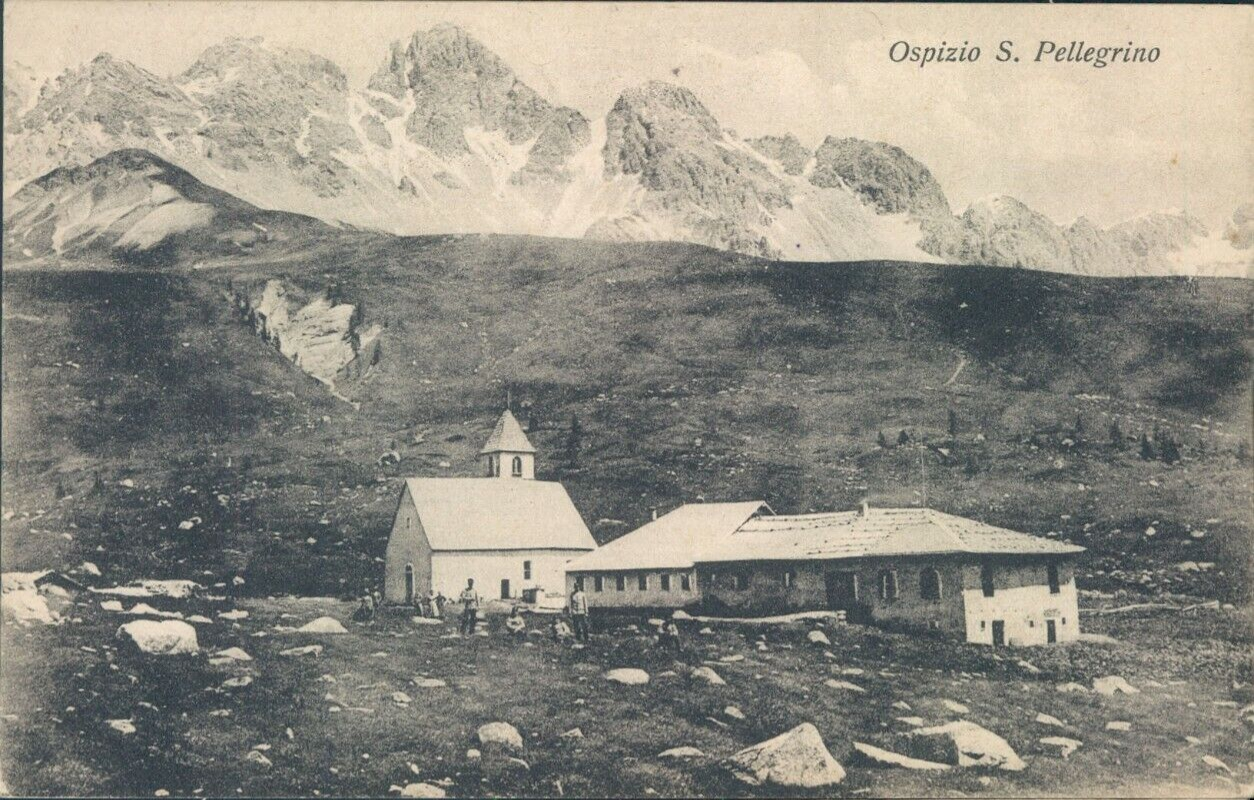
L'ancien hospice avant la destruction de 1915.
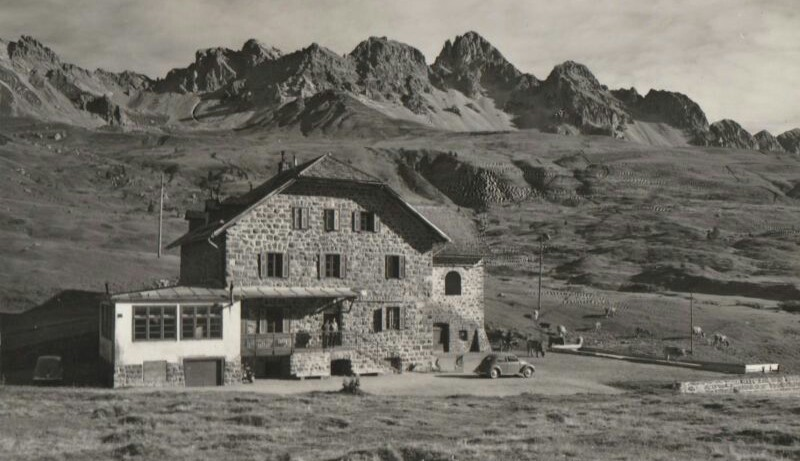
L'hospice dans les années 50.

## Sport

### Ski
La zone du col de San Pellegrino est exploitée par la station de Trevalli (Falcade-San Pellegrino, Moena-Lusia-Bellamonte), faisant partie du domaine skiable Dolomiti Superski. Au centre de ski de fond voisin d'Alochet, il est possible de pratiquer le ski de fond sur des pistes qui atteignent le lac de San Pellegrino.
Les skieurs professionnels du Gruppo Sportivo Fiamme Oro de la police d'État s'entraînent sur les pistes Fiamme Oro et de l'Alpe di Lusia.
En décembre 2013, le col de San Pellegrino a accueilli les courses de descente et super-G des Universiade d'hiver.

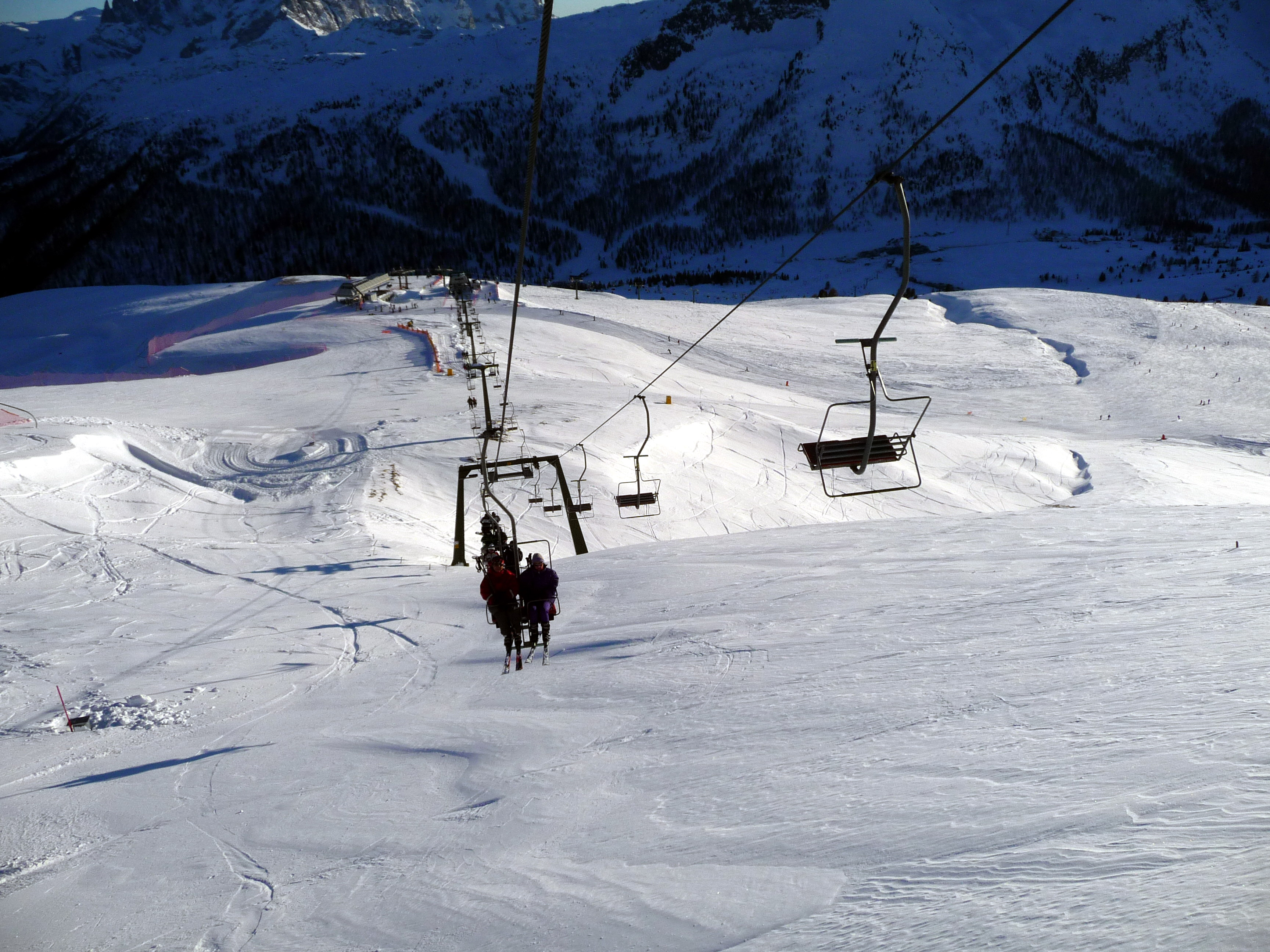
Un télésiège au dessus du col.
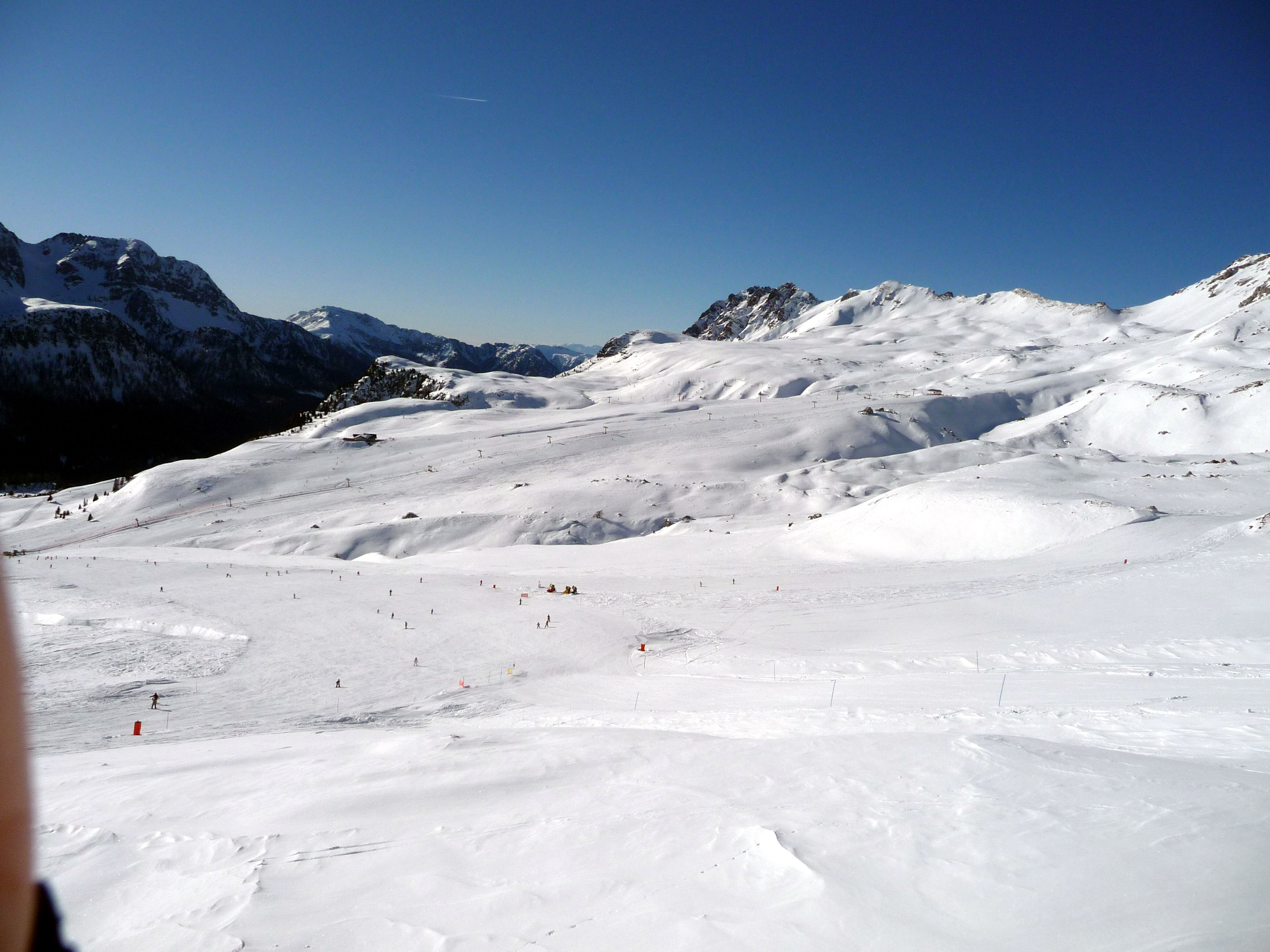
Les pistes de la station du col de San pellegrino.

### Cyclisme
Le col de San Pellegrino est l'un des cols des Dolomites les plus populaires, ayant été gravi par le Giro d'Italia à plusieurs reprises. Il peut être escaladé depuis Falcade (versant le plus difficile, avec des pentes constamment exigeantes qui atteignent 14 %) ou depuis Moena. Alternativement, il est possible d'atteindre le col immédiatement après la descente du col Valles, la route qui descend de ce dernier rejoint celle qui monte à San Pellegrino 4 km après Falcade.
Il a été inclus pour la première fois sur la route de la course au maillot rose en 1962, mais l'étape en question s'est terminée prématurément au passo Rolle à cause de la neige, avant de pouvoir monter les cols Valles et San Pellegrino. La première ascension s'est produite l'année suivante, lorsque la portion interrompue l'année précédente a été de nouveau proposée avec succès. Le premier à franchir le sommet a été Vito Taccone.
Dans l'édition 1978, le col a été inséré au dernier moment sur le tracé de la 15e étape (Trévise à Canazei) avec les cols Rolle et Valles, après que la neige avait rendu le Falzarego et le Pordoi impraticables.
Lors du Giro 2006, le col était le point d'arrivée pour la première fois, lors de la 19e étape, qui partait de Pordenone et comprenait la montée des cols difficiles de Staulanza, Fedaia et Pordoi. L'étape a vu l'Espagnol Juan Manuel Gárate victorieux.
En 2013, le transit sur San Pellegrino était prévu dans la 20e étape (Silandro aux Tre Cime di Lavaredo), mais le passage a été annulé en raison du mauvais temps et l'étape a été détournée.
Voici les différents passages du Giro : 
| Année | Étape                                        | Premier au col           | Ascension depuis       |
| ----- | -------------------------------------------- | ------------------------ | ---------------------- |
| 1963  | 19e : Belluno > Moena                        | Vito Taccone             | Vénétie (passo Valles) |
| 1971  | 19e : Falcade > Ponte di Legno               | José Manuel Fuente       | Vénétie (Falcade)      |
| 1975  | 21e : Alleghe > Passo dello Stelvio          | Andrés Oliva             | Vénétie (Falcade)      |
| 1978  | 15e : Trevise > Canazei                      | Gianbattista Baronchelli | Vénétie (passo Valles) |
| 1987  | 17e : Canazei > Riva del Garda               | Benny Van Brabant        | Trentin (Moena)        |
| 2003  | 14e : Marostica > Alpe di Pampeago           | Freddy González          | Vénétie (passo Valles) |
| 2005  | 12e : Alleghe > Rovereto                     | José Rujano              | Vénétie (Falcade)      |
| 2006  | 19e : Pordenone > Passo San Pellegrino       | Juan Manuel Gárate       | Vénétie (Falcade)      |
| 2007  | 15e : Trente > Tre Cime di Lavaredo          | Fortunato Baliani        | Trentin (Moena)        |
| 2008  | 15e : Arabba > Passo Fedaia                  | Emanuele Sella           | Trentin (Moena)        |
| 2014  | 18e : Belluno > Refuge Panarotta (Valsugana) | Julián Arredondo         | Vénétie (Falcade)      |
| 2022  | 20e : Belluno > Marmolada                    | Davide Formolo           | Vénétie (Falcade)      |

Le col a été choisi comme lieu de retraite estival comme hivernal en haute altitude par diverses équipes professionnelles, notamment Liquigas-Cannondale et l'équipe Astana.